# 映画翻訳家協会
映画翻訳家協会（えいがほんやくかきょうかい）は、日本における外国映画の翻訳家で構成される協会。
1984年に字幕翻訳の草分け的存在であった清水俊二によって結成された。一種の組合でもあり、翻訳料金に一定の基準を設けている。現在、会員は25人。入会には会員2名の推薦と会議での承認が必要である。
顔ぶれは戸田奈津子、菊地浩司、松浦美奈、岡田壯平、石田泰子、古田由紀子、林完治、関美冬、稲田嵯裕里、松岡葉子、アンゼたかし、イアン・マクドゥーガル、伊原奈津子、栗原とみ子、永松真理、杉山緑、松崎広幸、丸山垂穂、種市譲二、藤澤睦実、水谷美津夫、森本務、吉川美奈子、風間綾平。
歴代会員には金田文夫、尾坂力、大野隆一、佐藤一公、進藤光太、額田やえ子、岡枝慎二、清水馨、太田直子、寺尾次郎、山崎剛太郎らがいる。